# Phelsuma antanosy
Espèce
Statut de conservation UICN

 CR B1ab(ii,iii)+2ab(ii,iii) : 
En danger critique
Statut CITES
Phelsuma antanosy est une espèce de geckos de la famille des Gekkonidae.

## Répartition
Cette espèce est endémique de la région d'Anosy à Madagascar. Elle se rencontre dans les environs de Tôlanaro.

## Description
C'est un gecko diurne et arboricole.

## Publication originale
- Raxworthy & Nussbaum 1993 : A new Madagascan Phelsuma with a review of Phelsuma trilineata and comments on Phelsuma cepediana in Madagascar (Squamata: Gekkonidae). Herpetologica, vol. 49, n. 3, p. 342-349.